# Sanghen
Sanghen (flämisch: Zangem) ist eine französische Gemeinde mit 327 Einwohnern (Stand: 1. Januar 2022) im Département Pas-de-Calais in der Region Hauts-de-France; sie gehört zum Arrondissement Calais und zum Kanton Calais-2 (bis 2015: Kanton Guînes).

## Geografie
Sanghen liegt etwa 15 Kilometer südlich von Calais. Die Gemeinde gehört zum Regionalen Naturpark Caps et Marais d’Opale.
Umgeben wird Sanghen von den Nachbargemeinden Alembon im Norden und Westen, Licques im Osten und Nordosten, Herbinghen im Süden und Südosten sowie Nabringhen und Colembert im Südwesten.

## Bevölkerungsentwicklung
| Jahr                      | 1962 | 1968 | 1975 | 1982 | 1990 | 1999 | 2006 | 2013 |
| Einwohner                 | 201  | 206  | 193  | 201  | 231  | 223  | 258  | 297  |
| Quelle: Cassini und INSEE |      |      |      |      |      |      |      |      |

## Sehenswürdigkeiten

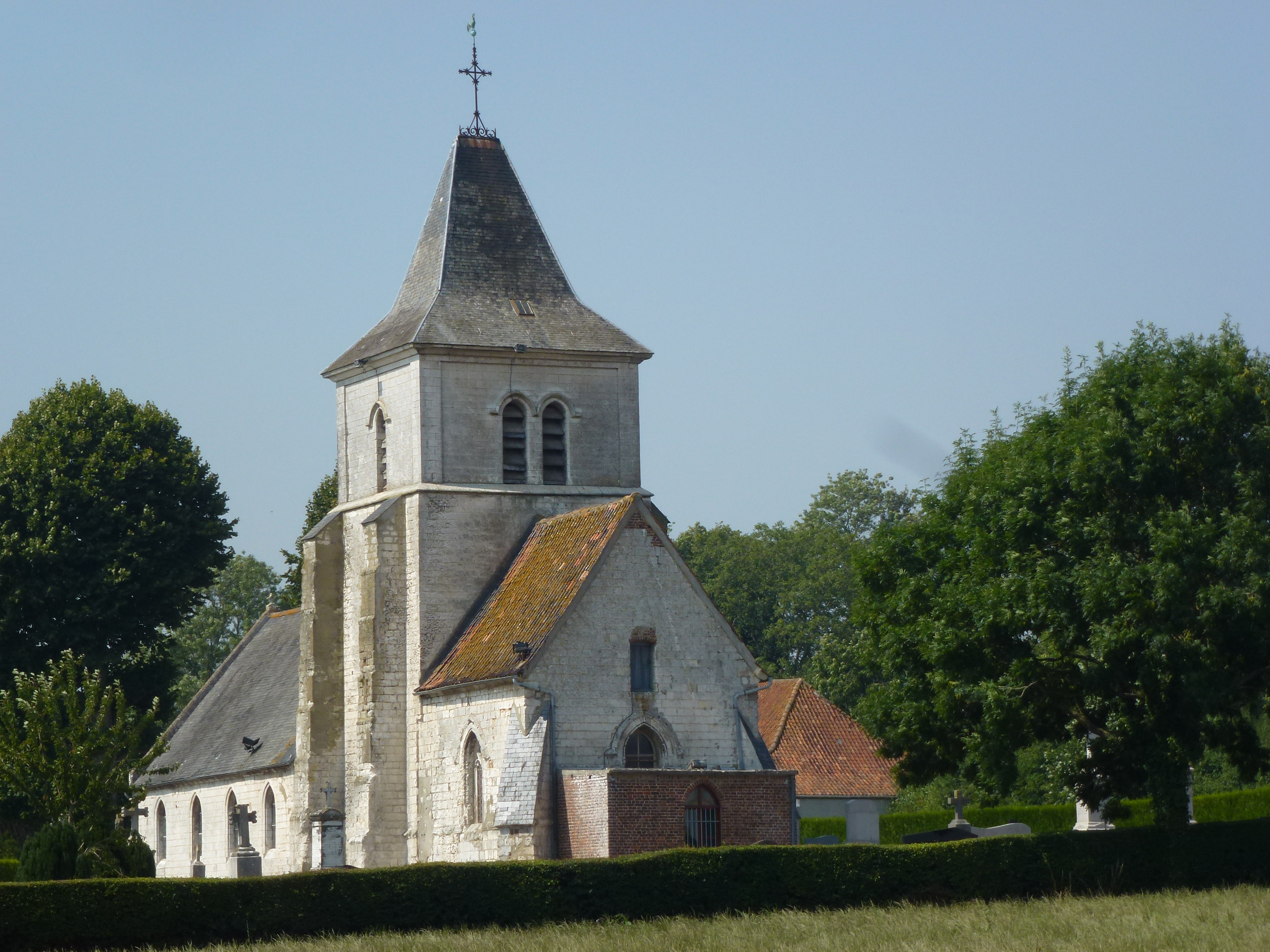
Kirche Saint-Martin

- Kirche Saint-Martin aus dem 15. Jahrhundert